# Chartreuse Notre-Dame d'Apponay
La chartreuse Notre-Dame d'Apponay,  Apponiacum - Apponyaum - domus Apponyaci -  (nom celtique qui signifie : montagne près des eaux), est un ancien monastère de chartreux, fondé en 1185 par Théobald ou Thibault, évêque de Nevers, à Rémilly. La chartreuse se trouve dans le Morvan et l'actuel département de la Nièvre, en région de Bourgogne-Franche-Comté. C'est aujourd'hui une propriété privée qui ne se visite pas.

## Accès
Du Beuvray, partent vers le Nord et le Sud deux routes, dont l'une atteignait Château-Chinon et l'autre Apponay, par La Roche-Millay et la commune d'Avrée. Entre la chartreuse d'Apponay et La Nocle, serpentent quelques restes d'un chemin qui semble les avoir unies autrefois l'une à l'autre.
Carte topographique IGN 2725 O & 2725 E, route D981.

## Historique
Cette chartreuse est au Sud-Ouest de Rémilly, en bordure de la route qui va de Luzy à Decize. Au XIIe siècle, les lieux étaient couverts de landes peuplées de quelques serfs. Théobald ou Thibaut, évêque de Nevers va avec le consentement de Jean, doyen du chapitre de sa cathédrale et de tous les moines réunis, donner cette ferme avec sa terre consistant en bois, prés, terres et eaux, et tout ce qu'ils pourraient acquérir, aux fils de Saint Bruno, à condition qu'ils y fondent une maison de leur ordre, en 1185.

« Sachent tous, présens et à venir, que moi Thibault, par la puissance de Dieu, évesque de Nevers, moi, Jean, doyen, et de tout le chapitre de l'esglise de Nevers, avons donné et concédé aux frères de l'ordre des chartreux, le lieu d'Apponay, en entier et avec ses dépendances, savoir : forests, terres, prés, eaux, et tout ce que les dits frères pourront acquérir en ce dict lieu. Mais de manière que pourtant que, s'il arrivoit que les frères dudict ordre, ce que à Dieu ne plaise, vinssent à abandonner ou à ne pas habiter en ce lieu d'Apponay, il reviendroit librement, tranquillement, et sans opposition quelconque, avec tous ses accroissements, à la susdicte église de Nevers »
Les Papes prirent cette nouvelle maison sous leur protection. Par une bulle du 15 octobre 1227, signée par treize cardinaux, Grégoire IX fait défense de troubler les religieux dans la possession de leurs terres, de brûler leurs granges, d'empêcher de s'y faire moines ceux qui le voudraient, de donner refuge à un apostat qui en sortirait, et de lever sur leurs biens aucune espèce de dîmes. Il veut qu'ils puissent bénir les églises et chapelles de leur dépendance et de se faire ordonner où bon leur semblera. Il est interdit à tout évêque ou autres personnes de les citer en justice, d'exercer sur eux aucune juridiction, de leur imposer un prieur autre que celui qu'ils auraient librement élu, et de bâtir plus près de leur maison qu'à une demi-lieue, sous peine d'excommunication et d'être déchus de toutes charges et dignités...
Pendant le premier siècle et demi de son existence, le prieuré prospéra péniblement. Pendant les six cent cinquante ans de son existence, elle fut gouvernée par soixante-dix prieurs, dont plusieurs furent remarquables.
Le 20 août 1520, un incendie se déclara, consumant tous les bâtiments et réduisit les moines à une profonde détresse. C'est sous le gouvernement de Jean VIII Choiseau que cet événement arriva, contraignant les religieux à recourir à la charité publique. Une souscription fut ouverte et le roi François Ier donna 20 livres, le dauphin souscrivit pour 6 livres, Mme Renée remit 4 livres, la comtesse de Nevers, Marie d'Albret, donna 18 livres, l'aumônier du roi : 12 livres, Picard curé de Chiddes : 12 livres, le chapitre général de l'ordre : 60 livres, Pierre Le Goux, procureur de Beaune : cent, le chapitre de Nevers: vingt, Berthier de Bizy : trente, Monsieur d'Orval : dix, le protonotaire de Langeron : dix, Odo des Moulins : quarante, Mademoiselle de Cheuilly : quarante, de Lautret :  six , La Donyre de Donzy : quarante, ainsi que grand nombre de nobles qui participèrent. La collecte produisit un total de 527 livres et trois sous six deniers. Somme énorme pour l'époque.
Ils purent réparer leur maison et y ajouter un bâtiment pour recevoir les hôtes, et qui sera par la suite converti en fruiterie et connu sous le nom de grenier de Saint-Bruno.
Puis la chartreuse prospéra pendant le demi-siècle suivant de façon remarquable. Cela est dû à la gestion de deux prieurs : Simon Poulard pendant vingt ans et Michel Trousson, pendant onze ans.
En 1570, sous l'administration de dom Claude Guyot, les calvinistes pillèrent et dévastèrent le prieuré, garrottèrent le prieur et dom Jean Offroy, les emmenant prisonniers à La Charité-sur-Loire. Les moines furent contraints de vendre le domaine et le bois de Millery, ainsi que 500 pieds d'arbres dans les bois de haute futaie du couvent. Ils retirent des mains de Gilbert Chaussin et François Girard, le 10 juillet 1578, leur domaine et le bois de Millery.
Dom de Maugarny reprit le domaine de Saint-Firmin engagé et obtint le 8 juin 1644 du roi Louis XIV pour son prieuré et Rémilly et autres dépendances l'exemption de logement des troupes en garnison à Decize, à Issy-l'Évêque et autres lieux du Bas et Haut-Nivernais et de toutes autres contributions.
Son successeur, dom Denis-Nicolas obtint des lettres patentes du roi, le 9 janvier 1663, confirmant à son monastère les privilèges accordés par les rois à ses prédécesseurs. Le monarque y ajoutant même une exemption d'impôts pour le prieur, les moines, les frères convers, gens familiers, serviteurs et domestiques, afin de les obliger à continuer leurs prières pour le roi et le bien de l'État.
Sous le gouvernement de Dom de Vautorte, le domaine s'agrandit et va s'embellir. Aidé par les secours qu'il a obtenus de dom Innocent Le Masson, grand prieur de l'ordre, il va en 1683 bâtir deux nouvelles cellules et commencer le grand cloître. Les ducs du Nivernais furent toujours assez bien disposés en faveur des moines de ce monastère à cause de la garde gardienne du couvent qui leur appartenait.
En 1713, le Prieur et ses religieux, seigneurs de Rémilly, prennent fait et cause des « nommez Jean Poupon, Annet Prevoft, Jean Richard, Jean Châtelier, Pierre et Nicols Guipiers, Antoine Plautard, Jean Lebvre, Jean Poitou, Pierre Girard, Jean Talpin, Henri Guilard, tous Laboureurs, Meûniers, Châteliers & Domestiques defdits Chartreux, demeurans en la Paroiffe de Rémilly, fe sont opposfez aux Taxes & Impositions faites de leurs personnes aux Rôles des Tailles de ladite Paroiffe pour l'année 1713. Par Arrêt de la Cour des Aydes du 20 septembre 1713, la somme de 672 livres à laquelle ils avoient été impofez, a été modérée pour ladite année à 569 livres 11 fols, avec défenfes, aux Habitans & Collecteurs de les imofer à plus haute fomme, finon en cas d'augmentation de biens & tenures d'heritages & en cas de diminution, ordonne que diminution leur fera faite, le tout en fol la livre »
Puis vint la funeste administration de dom Louis de La Barre, qui en 1717 eut des procès ruineux avec la maîtrise de Nevers, puis il fit creuser le grand étang voisin et établit une verrerie qui n'a pas réussi. Il fut transféré à Bellary, laissant Apponay dans les dettes.
En 1742 un chartreux s'est sauvé « d'Aponais, où il était en prison depuis six ans, il s'est mis sous la sauvegarde du Roi et a demandé à faire connaître contre son ordre son innocence »
Robert Lancieux, redressa les finances du monastère, ouvrit une faïencerie qui n'eut pas de succès et libéra financièrement le monastère qui plaça à rente le produit de ses coupes de bois. En 1745, une cruelle épizootie emporta tout le bétail d'Apponay et l'année suivante le prieur dom Hugues Pépin put créer deux nouvelles cellules et faire quelques travaux de réparations dans les bâtiments. Les moines, après cette terrible épidémie où il ne sauvèrent que deux animaux sur cent, réussirent dans les deux années qui suivirent, grâce à une abondance de glands qui leur fit faire un profit considérable sur les porcs, ce qui leur permit d'acheter des bestiaux pour le labourage et de repeupler leurs domaines.
C'est en 1750 qu'est élu à la tête du monastère François-Marie de Coëtivy. Il fait creuser le grand étang neuf et huit pêcheries pour y conserver la provision ordinaire de poissons qui dépérissaient dans les fossés.
Lorsque survint La Révolution, les moines n'étaient plus que sept à savoir : 
- Bernard Bougier , procureur
- Benoît Bourcier , vicaire
- René Gaborit, sacristain
- Xavier Hasler , ancien
- Vincent Ledeville , religieux qui fut transporté à Brest, où il mourut le 28 mai 1794
- Joseph Griffon ,
- Raphaël Blandel .

Ils furent dispersés, la maison et l'église dévastées et divers objets transférés à l'église paroissiale Saint-Pierre de Luzy, à savoir : la cloche, les stalles, le lutrin, et deux tableaux :  L'Assomption de la Sainte-Vierge et un autre : Le Sacré-Cœur de Jésus.
Ce n'est qu'en 1798 que l'ensemble des biens fut dispersé comme biens nationaux à Nevers. À savoir les bois divisés en sept lots, et les domaines pour une somme de 300,000 francs, payés en assignats de peu de valeur.
Dom Ledivelec, religieux de la chartreuse d'Apponay, ne fit aucun serment révolutionnaire et ne sortit point de France ; il fut donc mis en réclusion à Nevers dans la maison claustrale par le tribunal révolutionnaire puis envoyé à Nantes, jeté dans le fond de cale de la galiote du port de cette ville, de là passa à Brest, le 18 avril 1794. À son débarquement, il est transporté malade à l'hôpital Saint-Louis et meurt à cet hôpital le 28 mai 1794.

## Architecture

### Église
Le 30 juin 1752, la foudre frappa le clocher et y causa de graves dégâts que le prieur dom François-Marie de Coëtivy fit réparer.
Avant la Révolution, elle possédait entre autres deux tableaux :  L'Assomption de la Sainte-Vierge et Le Sacré-Cœur de Jésus, transportés à l'église de Luzy, ainsi que les stalles, la cloche et le lutrin.

### Cloître
Petit cloître
Grand cloître
La première pierre est posée le 20 octobre 1683 sous le gouvernement du prieur dom Joseph Cazet de Vauvorte, par Jean-Henri Bogne, doyen du chapitre de Nevers.

### Salle du chapitre
Elle fut réparée en 1650 sous le gouvernement de dom Maugary qui fit également fit remplacer les haies vives qui entouraient la maison, par de bonnes murailles.

## Bâtiments conventuels
Ils sont entourés de fossés et de murailles vers 1650, sous le gouvernement de dom Maugarny ( 1627-1661).

### Grande hôtellerie
C'est dom Anthelme de Maugarny qui, en 1629, fonda ces bâtiments. Dom Augustin Joyeux, visiteur de la province, y vint en 1631 et en fit le commentaire suivant :« somptueux et si éloigné de la simplicité carthusienne», qu'il fut sur le point d'en ordonner la démolition et ce qui le retint fut la grande pauvreté du monastère.

## Prieurs
(liste non exhaustive)
- 1er - 1185
- 2e -
- 3e - 1202 - Dom Guy
- 4e -
- 5e -
- 6e -
- 7e - 1261 - Dom Mathieu
- 8e - 1269 - Dom Jean Ier
- 9e - s. d. - Dom N...
- 10e - 1317 - Dom Jean II
- 11e - 1318 - Dom Guillaume de Condé
- 12e - 1331 - Dom Jean III
- 13e - 1348 - Dom Bernard, il renouvela l'association de son monastère avec celui de Lugny en 1372
- 14e - 1377 - Dom Jean IV Métis
- 15e - 1382 - Dom Regnault de Pontoise
- 16e - 1384 - Dom Pierre de La Charité
- 17e - 1393 - Dom Regnault de Pontoise, pour la seconde fois.
- 18e - 1395 - Dom Jacques Atze
- 19e - 1397 - Dom Nicolas Bourguignon
- 20e - 1402 - Dom Robert Varrin
- 21e - 1419 - Dom Jean V Pencer
- 22e - 1420 - Dom Pierre II le Boiteux
- 23e - 1428 - Dom...
- 24e - 1433 - Dom Pierre III Magdeleine
- 25e - 1434 - Dom Jean VI BocheT
- 26e - 1435 - Dom Pierre IV Magdeleine
- 27e - 1444 - Dom Jacques Colin
- 28e - 1446 - Dom André Lefort
- 29e - 1459 - Dom Pierre V d'Aquin
- 30e - 1462 - Dom Pierre VI Poponelli
- 31e - 1474 ca - Dom...
- 32e - 1475 - Dom Étienne Piemère
- 33e - 1475 - Dom Thomas Quinot, la même année que son prédécesseur.
- 34e - 1476 - Dom Antoine de Charno ou de Berno, son rare mérite, sa grande piété, le firent élire en 1481, 32e général de l'ordre[9]. Il abdiqua en 1490, après 14 ans à ce poste et revint à Apponay, comme simple religieux, où il meurt le 3 mars 1511[10]
- 35e - 1481 - Dom Louis I de Dieufils
- 36e - 1481 - Dom Jean VII Leslu
- 37e - 1489 - Dom Romain des Prez
- 38e - 1489 - Dom Guillaume II Faulerier, la même année que son prédécesseur.
- 39e - 1511 - Dom D. Chastelain
- 40e - 1514 - Dom Guy Thibert
- 41e - 1517 - Dom Nicolas Lhuislier
- 42e - 1518 - Dom Jean VIII Choiseau, c'est sous son gouvernement que se déclara le 20 août 1520, le terrible incendie qui ravagea le monastère.
- 43e - 1523 - Dom Jean IX Pertuiset
- 44e - 1524 - Dom Simon Poulard (1524-1544)
- 45e - 1544 - Dom Louis II de Baulgy
- 46e - 1546 - Dom Noël Vincent
- 47e - 1550 - Dom Michel Trousson (1550-1561)
- 48e - 1561 - Dom Mathurin Guillon
- 49e - 1563 - Dom Claude Ier Guyot, c'est sous son gouvernement que les calvinistes pillent et dévastent le prieuré, garrotèrent le prieur et dom Jean Offroy, les emmenant prisonniers à La Charité-sur-Loire.
- 50e - 1571 - Dom Philippe de La Grange
- 51e - 1592 - Dom Pierre VII Boisson
- 52e - 1616 - Dom Jean X Gauthier
- 53e - 1618 - Dom Claude II Gauthier, travailla beaucoup à la décoration de l'église, qu'il pourvut d'ornements et fit boiser le chœur et le sanctuaire. Il fit réaliser des réparations à la maison et aux domaines et fit renouveler le terrier en 1619.
- 54e - 1626 - Dom François de Foigny
- 55e - 1627 - Dom Anthelme de Maugarny, fit construire en 1629 la « grande hostellerie », fit réparer en 1650, la salle du chapitre et qui fit remplacer les haies vives qui entouraient la maison, par de bonnes murailles. C'est également lui qui fit creuser les fossés tout autour du domaine, servant à conserver le poisson et protéger les bâtiments. À la date du 5 avril 1650, il est en procès contre Léonard Sauvaget, curé de Rémilly[11].
- 56e - 1662 - Dom Denis Nicolas
- 57e - 1671 - Dom Joseph Cazet de Vautorte, originaire de Vautorte, dans l'actuelle Mayenne, et frère de l'évêque de Vannes, Louis Cazet de Vautorte (? - 1687)
- 58e - 1691 - Dom Jérôme de Carrheil, c'est lui qui sur les conseils du visiteur de la province refusa d'acheter la terre de la Bouë pour 11,000 livres, soixante ans plus tard, le prieur François-Marie de Coëtivy s'en plaignait en ces termes :« Le très révérend père Jean Fougereux, fit avec tout le respect que je lui dois, une grande sottise de nous empêcher d'acheter la terre de la Bouë pour onze mille livres, une propriété que nous n'aurions pas aujourd'hui pour quatre vingt mille livres »
- 59e - 1705 - Dom Edmond Ferlet
- 60e - 1709 - Dom Louis III de La Barre, translation à Bellary en 1721. Il laissa plus de quarante mille livres de dettes au prieuré d'Apponay. Il fit creuser le grand étang et ouvrit la verrerie.
- 61e - 1721 - Dom Jean-Baptiste de Lavault ou Lavaux fit refaire le terrier
- 62e - 1723 - Dom Noël II Le Vieil
- 63e - 1727 - Dom Louis IV Lancieux (°1699 - † ?), élu à l'âge de 28 ans, ce fut un administrateur sage et courageux, éclairé ; il redressa les finances et fonda même une faïencerie qui n'eut pas plus de succès que la verrerie. Il quitta Apponay en 1743
- 64e - 1743 - Dom Hugues Pépin de Martigné
- 65e - 1749 - Dom Antoine Valladon
- 66e - 1750 - Dom François-Marie de Coëtivy, issu d'une noble famille bretonne. C'est lui qui fit creuser le grand étang neuf et  huit pêcheries pour y conserver la provision ordinaire de poissons qui dépérissaient dans les fossés de la maison. La foudre tomba sur le clocher de son église le 30 juin 1752 et y causa de gros dégâts qu'il fit réparer. Les diverses dépenses s'élevèrent à 1 000 écus sur lesquelles le général de l'ordre donna 100 louis. Il est l'auteur du Catalogue des prieurs d'Apponay, qui n'en compta plus que quatre après lui.
- 67e - 1753 - Dom Maurice du Bouloz
- 68e - 1758 - Dom Laurent Puppin
- 69e - 1770 - Dom Joseph II Briot
- 70e - 1781 - Dom Maurice Bussigné, qui passa à Bellary en 1789.

## Moines et personnalités célèbres
- 1570 - Dom Jean Offroy et le prieur Claude Guyot furent garrottés par les calvinistes et emportés comme prisonniers à La Charité-sur-Loire.

## Terrier
- 1619 - Renouvelé sous le gouvernement de Claude Gauthier
- 1721-1722 - Dom Jean-Baptiste Lavault fit refaire le terrier.

## Propriétés, revenus
Domaines
Au nombre de huit en 1789. Vendus en 1798 pour la somme de : 300,000 francs
- Domaine de Millery (vendu en 1571) pour racheter la liberté du prieur et d'un moine, et reprit en 1578. Toujours au monastère en 1789 dont les Bois de Millery.
- Domaine de Saint-Firmin, engagé pour une rente de quarante-trois livres quinze sous à Gaston de Condé. Reprit le 26 mars 1636 à la fille de ce dernier par le prieur de Maugarny, toujours au monastère en 1789.
- Domaine de Villeneuve, toujours dans les biens de la chartreuse en 1789.

Moulins
Au nombre de trois à la Révolution
- Le moulin banal de la seigneurie de Rémilly rapportait au religieux un revenu de vingt cinq bichets de seigle et deux sous, six deniers en argent en 1693.
- le petit moulin de Rémilly: construit en 1725 par Jean Poitou le meunier, contigu au premier et approuvé par les chartreux, moyennant douze nouveaux bichets de seigle par an.
- Place de l'ancienne maison-forte de Rémilly : le 6 juillet 1511, le curé de la paroisse: Guillaume Billaud, fait l'acqusition de la place de l'ancienne maison-forte pour sept deniers de rente annuelle. Il revendit celle-ci à Notre-Dame d'Apponay le 4 octobre 1525, pour huit sous, un picotin d'avoine de boudelage et une rente de sept deniers, payable à la Saint-Martin d'hiver[12].
- Terre de Rémilly, achetée en 1683 par dom Joseph Cazet de Vauvorte

Cures
- Rémilly, patronage acquit en 1683 par dom Joseph Cazet de Vauvorte. (La terre et le patronage de la cure furent achetés pour 10,000 livres

Chapelles
- Chapelle Sainte-Radegonde au sud-ouest du monastère, elle était pour l'usage des serviteurs de la maison. L'évêque d'Autun, Antoine de Chalon, avait accordé le 8 janvier 1492, quarante jours d'indulgence à tous ceux qui la visiteraient. Elle a été brûlée et détruite en 1856.

Entreprises industrielles
- Verrerie d'Apponay : construite vers 1720 par dom Louis de La Barre pour la somme de 16,000 livres, et qui ne réussit pas.
- Faïencerie d'Apponay, ouverte par dom Louis Lancieux (1727-1743)

Étangs
Au nombre de trente-huit en 1789.
- Grand étang d'Apponay, creusé sous Dom Louis de La Barre vers 1720
- Grand étang neuf (vers 1750)

Dîmes
- Fléty, le curé de Fléty : Jean David, gagna plusieurs procès contre les religieux de la chartreuse d'Apponay et Monseigneur le Cardinal de Bouillon

Rentes constituées dues par
- les Bénédictins de l'abbaye Saint-Pierre de Bèze
- la grande fabrique de Lyon
- les Chartreux de Lyon
- les Ursulines de Moulins-Engilbert
- l'abbaye Notre-Dame et Saint-Paul de Bellevaux
- les États de Bourgogne et du Mâconnais
- la Commanderie de Biches, dont la dette était de douze minées ou  quarante-huit boisseaux de blé , moitié seigle, moitié froment qui lui avait été légués, la veille de la Pentecôte 1219, par Hugues III, seigneur de Lormes et de Château-Chinon, prêt à partir pour la croisade contre les Albigeois.

Diverses redevances dues par
- les seigneurs de Ponay
- les seigneurs du Martray
- les seigneurs de Tintury

## Justice
Haute, moyenne et basse justice dans l'enclos du monastère accordée par le duc du Nivernais en 1685

## Armoiries
Coupé : au 1 parti de gueules, à trois tours et une fleur de lys en abîme, le tout d'or, et d'azur semé de fleurs de lys d'or, à la hure de sanglier de même brochant sur le tout ; au 2 d'azur semé de fleurs de lys d'or, au sanglier au naturel, chargé d'un Saint-Cyr de même nimbé d'or, brochant sur le tout.

## Propriétaires
(liste non exhaustive)
- 1185 - 1798 - les chartreux
- le comte de Mérode, membre du gouvernement provisoire de Belgique, vendu par ses enfants à:
- la marquise de Pomereu, née d'Aligre